# Аррунт Тарквиний (брат Тарквиния Гордого)
Аррунт Тарквиний (лат. Arruns Tarquinius) ― согласно римскому преданию, брат Луция Тарквиния Гордого, седьмого и последнего царя Рима. 
Согласно большинству древних авторов, Аррунт и его брат Тарквиний были сыновьями Луция Тарквиния Приска, пятого римского царя, и его супруги Танаквиль. Однако в некоторых источниках Аррунт и Тарквиний называются их внуками; а их отцом, соответственно, мог быть некий Гней Тарквиний, который согласно этрусской традиции был побеждён и убит героями Авлом и Целием Вибенной вместе с неким Макстарной. По-видимому, этрусский эквивалент латинского слова «магистр», Макстарна был отождествлён с Сервием Туллием, шестым царём Рима. 
Согласно легенде, Сервий Туллий пришёл во дворец в детстве, после того как Тарквиний Приск захватил Корникул. Танаквиль, которая была искусна в пророчестве, открыла его будущее величие при помощи различных знаменований. Когда старший Тарквиний был убит, Танаквиль объявила, что тот был просто ранен и установила Сервия Туллия в качестве регента, предпочтя его своим собственным сыновьям. Этрусская традиция хранит рассказ о восстании сыновей Тарквиния против правления Сервия Туллия. Последний затем женился на дочери старшего Тарквиния и, в свою очередь, отдал своих дочерей Аррунту и Луцию Тарквинию. 
Аррунт Тарквиний был кроток и скромен, а его брат ― властен и честолюбив. Жена Аррунта, известная в истории как Туллия Младшая (так как она была младшей дочерью), была столь же честолюбива, а её старшая сестра была её противоположностью. Туллия пыталась возвести своего мужа на трон, что потребовало бы смерти её отца. Но поскольку у Аррунта не было амбиций относительно свержения своего свёкра, Туллия задумала убийство Аррунта и убийство своей собственной сестры, чтобы она могла выйти замуж за Луция. Как только это дело было доведено до конца, она и Луций вошли в сговор, направленный на убийство своего отца. 
Во время внезапного и кровавого дворцового переворота супружеская пара свергла и убила царя и Луций захватил трон. Второго сына Луция назвали в честь его убитого брата. Чрезмерная гордость и высокомерие сыновей Луция привели к падению римской монархии. Аррунт-младший пал в битве против консула Луция Юния Брута в 509 году до н. э..